# Zápalka (iniciátor palných zbraní)
Zápalka je primární, roznětný iniciátor malé mohutnosti. Samostatně se používá k zážehu výmetných náplní nábojek malorážového střeliva. U nábojek dělostřeleckého střeliva se zápalky vzhledem k iniciační mohutnosti používá vždy v sestavě zápalkových šroubů a pouzder.
U dělostřeleckých a leteckých zapalovačů nebo u ženijních rozněcovačů, tedy tam kde je zapotřebí většího výstupního impulzu, je zápalka nahrazena roznětkou.
Základní rozdělení zápalek je podle způsobu aktivace, a to na zápalky iniciované mechanicky a zápalky iniciované elektricky.

## Historie
První ruční palné zbraně se v Evropě objevily ve 14. století. Tyto zbraně byly zpočátku velmi primitivní a konstrukčně vycházely z děl. K iniciaci prachové náplně se využívala její nepatrná část, která se nasypala na pánvičku. Střelec přiložením hořícího dřívka nebo rozžhaveného želízka zapálil černý prach na pánvičce a takto vzniklý plamen prošlehl zátravkou do komory hlavně, kde zažehl prachovou náplň.
Ve druhé polovině 15. století došlo k významnému objevu, byl sestrojen doutnákový zámek. Doutnák byl upevněn do čelistí páky, která byla otočně upevněna ke zbrani. Před střelbou bylo zapotřebí, aby střelec nasypal nepatrnou část prachové náplně na pánvičku. Při stisknutí spouště se vztyčený konec páky s hořícím doutnákem sklopil k pánvičce, kde vznítil černý prach.
V první polovině 16. století došlo k vyčerpání všech možných inovací, zdokonalující doutnákový zámek. Avšak, objevil se nový mechanismus zažehující prachovou náplň, a to kolečkový zámek. Dle nepodložených zpráv se tak stalo roku 1515, nebo 1517 a za vynálezce je považován norimberský hodinářský mistr Johan Kiefuss. Hlavními částmi nového vynálezu bylo ozubené ocelové kolečko a pohyblivý kohout, který v čelistech svíral křesací kamínek. Původní konstrukce se do pohotovostní polohy uváděla prostřednictvím speciálního klíče, který se nasadil na dřík kolečka a pootočením se stlačila pružina kolečka. Kohout se k výstřelu připravil vztyčením, střelcovou rukou. Po stisknutí spouště došlo k uvolnění a zároveň pootočení kolečka, na které byl vlivem uvolněné pružiny vržen kohout s křesacím kamínkem, vzniklé jiskry zažehly černý prach na pánvičce. Takto vzniklý plamen následně prošlehl zátravkou do komory kde zažehl prachovou náplň.
Souběžně s objevem kolečkového zámku byl vynalezen další, dokonalejší systém – křesadlový zámek. Oproti kolečkovému, je křesadlový zámek značně jednodušší. Základem křesadlového zámku byl kohout, který v čelistech svíral křesací kámen a baterie, jenž je tvořena krytem pánvičky a ocílkou. Před výstřelem se kohout natáhl směrem vzad proti pružině kohoutu, na pánvičku se nasype černý prach a přiklopí se baterií. Po stisknutí spouště byla uvolněna pružina, která uvedla do pohybu kohout s křesacím kamenem. Ten udeřil do baterie, čímž došlo k vykřesání jisker a zároveň k odkrytí pánvičky. Vzniklé jiskry zažehly černý prach na pánvičce, který skrz zátravku zažehl prachovou náplň v komoře hlavně a došlo tak k výstřelu.
Revolučním se ve vývoji ručních palných zbraní stalo 19. století. Roku 1807 přihlásil Alexandr John Forsyth patent jehož podstata spočívá v použití třaskavé rtuti, vynalezené v roce 1799, k zážehu prachové náplně – tzv. Forsythův chemický zámek. V letech 1814–1816 pak byla vyrobena první zápalka.

## Konstrukce

### Mechanicky iniciované zápalky
Tento druh zápalek se aktivuje výhradně nárazem zápalníku (nikoli úderníku) na dno zápalky. Zápalky s mechanickou aktivací se dále dělí na zápalky určené pro nábojky s okrajovým zápalem a pro nábojky se zápalem středovým. U zápalek pro nábojky se středovým zápalem navíc ještě rozlišujeme zda mají či nemají kovadlinku.
Střelivo s mechanickým zápalem se dělí na střelivo s okrajovým zápalem, středovým zápalem nebo se zápalem Lefaucheux.

#### Zápalky s okrajovým zápalem
Zápalky s okrajovým zápalem jsou tvořeny pouze zápalkovou složí, která je zalisována do výdutě okraje dna nábojnice. Aktivace slože se dosahuje nárazem úderníku na okraj nábojky, kterým tato dosedá v komoře zbraně. U některých druhů malorážního střeliva malého výkonu tvoří zápalková slož zároveň i výmetnou náplň nábojky.

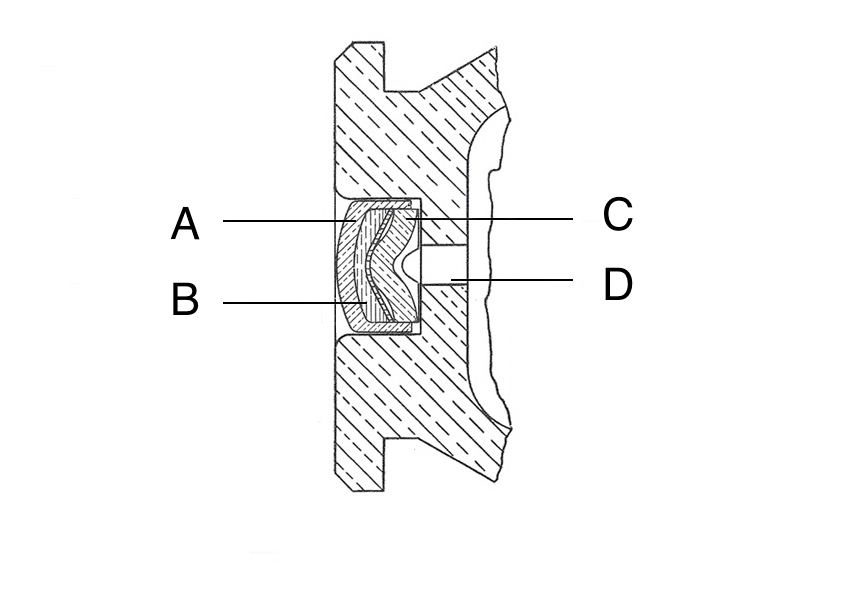
Současná zápalka typu Boxer v nábojnici. A: tělo zápalky B:Zápalková slož C:Kovadlinka D:Otvor kterým je zažehnuta výmetná náplň

#### Zápalky se středovým zápalem
Zápalky se středovým zápalem se skládají z kalíšku, zápalkové slože, krycí fólie, a případně z kovadlinky. K aktivaci dochází nárazem úderníku do středu dna nábojky, kde je zalisována zápalka. V současné době se používají především dva základní typy:
- Typ berdan. Jde o zápalky bez kovadlinky. Mají kovový kalíšek, do kterého je nalisována zápalková slož, která je krytá fólií. Kovadlinka pro tuto zápalku je součástí nábojnice. Otvory pro zapálení výmetné náplně náboje jsou umístěny mimo střed nábojnice. Výhodou je jednodušší konstrukce a nižší cena. Nevýhodou je složitější přebíjení a riziko nižší spolehlivosti v důsledku možné deformace kovadlinky při opakovaném použití nábojnice.
- Typ boxer. V této konstrukci je kovadlinka součástí zápalky. Otvor pro zapálení výmetné náplně je proveden ve středu nábojnice. Výhodou je jednodušší přebíjení. Nevýhodou je vyšší cena zápalky.

### Elektricky iniciované zápalky
Tento druh zápalek se aktivuje výhradně elektrickou energií, dodanou zdrojem instalovaným ve zbrani. Nevýhodou elektrických zápalek je složitá konstrukce a z toho plynoucí vysoké pořizovací náklady. Elektrická zápalka je zalisována do lůžka ve středu dna nábojky. Hlavní část elektrické zápalky je elektrická pilule, izolační pouzdro dotek, kalíšek a zápalková slož.

## Součásti zápalek
- Kalíšek je dutinka válcového tvaru, která spojuje jednotlivé části zápalky v jeden celek. Nejčastěji se vyrábí z mosazi, mědi, případně oceli, která je galvanicky pozinkována, nebo plátována tombakem. Hotové kalíšky se mohou mořit, přičemž vnitřní strana se následně lakuje šelakovým lakem. Dosahuje se tak značného lesku, ale i dobré přilnavosti zápalkové slože ke kalíšku. Zároveň se zabrání případné reakci kovového materiálu se zápalkovou složí při dlouhodobém skladování. Konstrukčním znakem kalíšku je síla jeho dna, která se volí s ohledem na odolnost dna při výstřelu a zároveň dostatečnou citlivost zápalky k aktivaci; obvykle dosahuje hodnot několika desetin milimetru.
- Zápalková slož je pyrotechnická slož, která obsahuje třaskavinu, okysličovadlo, hořlavinu a pojivo, případně i zdrsňovadlo. Množství a chemické složení zápalkové slože je dáno konkrétním určením zápalky. Množství zápalkové slože je u pistolových zápalek 10–20 mg u puškových pak 30–200 mg. Původní zápalková slož byla tvořena hlavně směsí fulminátu rtuťnatého a chlorečnanu draselného. Nevýhodou slože obsahující fulminát rtuťnatý a chlorečnan draselný je, že produkty vzniklé explozí, působí na hlaveň a komoru zbraně, kde společně se vzdušnou vlhkostí, způsobují korozi (chemický proces). Řešením tohoto problému je nahrazení chlorečnanu draselného jiným okysličovadlem, a to dusičnanem draselným, ale slož snadno navlhává. Navlhání lze zabránit použitím dusičnanu barnatého, nevýhodou je však nízká iniciační mohutnost slože. Následkem je opětovné navyšování podílu fulminátu rtuťnatého. U takovéto slože dochází vlivem rychlosti exploze k ulpívání nespálených částí slože na stěnách hlavně a komory zbraně, kde ve spojitosti s krátce trvajícím, avšak intenzivním plamenem způsobují erozi hlavně (tzv. mechanický proces). Východiskem je směs trinitroresorcinátu olovnatého, tetrazenu, dusičnanu barnatého, sirníku antimonitého a mletého skla. Slože tohoto složení se vyznačují dobrou citlivostí, chemickou stálostí ve vlhkém prostředí a produkty vzniklé při explozi mají minimální korozivní a erozivní účinky.

- Krycí fólie slouží k ochraně zalaborované zápalkové slože před vlhkostí a mechanickým působením. Používají se fólie vyrobené z cínu nebo olova, jež je po obou stranách pokovené cínem. U některých druhů zápalek je krycí fólie prolisována, do takto vzniklé dutiny pak zasahuje kovadlinka dna nábojnice. K dosažení hermetičnosti je krycí fólie po sesazení do kalíšku přelakována lakem. Tloušťka krycí fólie se podle druhu a použití zápalky pohybuje v rozmezí 0,05–0,1 mm.[1]

## Hlavní požadavky na zápalky
- bezpečnost při manipulaci
- bezpečná iniciační citlivost a funkce
- pravidelná zážehová mohutnost
- produkty vzniklé přeměnou zápalkové slože nesmí mít korozivní, nebo erozivní účinky
- dlouhodobá chemická stálost
- bezvadná funkce zápalky při nárazu zápalníku
- bezvadný zážeh hnací náplně
- jednoznačný a rovnoměrný účinek (např. ve vztahu k teplotám temperace náboje)
- stálost, neměnnost parametrů při dlouhodobém uložení
- mechanická pevnost sestavy
- nesmí docházet k poškozování hlavní a součástí zbraní
- ekonomičnost provedení a snadná technologie výroby
- výroba z dostupných surovin
- další specifické požadavky, které jsou dány podmínkami užití